# Annona ionophylla
Annona ionophylla este o specie de plante angiosperme din genul Annona, familia Annonaceae, descrisă de José Jéronimo Triana și Jules Émile Planchon. Conform Catalogue of Life specia Annona ionophylla nu are subspecii cunoscute.